# 暗色刺鼻單棘魨
暗色刺鼻單棘魨，又稱暗色前孔魨，為輻鰭魚綱魨形目鱗魨亞目單棘魨科的其中一種，分布於西太平洋區，從美國麻州至巴西東南部；東大西洋的幾內亞灣海域，棲息深度3-50公尺，體長可達20公分，棲息在水淺的珊瑚礁、岩礁區，以珊瑚、海綿、藻類等底棲生物為食，生活習性不明，可作為食用魚及觀賞魚，有雪卡魚毒的紀錄。

## 扩展阅读
維基物種上的相關：暗色刺鼻單棘魨